# Wittekindsburg (Rüssel)
Die Wittekindsburg ist eine frühmittelalterliche Wallburg in der Bauerschaft Rüssel der Gemeinde Ankum im Landkreis Osnabrück in Niedersachsen.

## Geschichte
Trotz des Fehlens von datierenden Funden und einer auf die Burg bezogenen historischen Überlieferung kann man die Anlage aufgrund ihrer Gestalt ins Frühmittelalter datieren. Dafür spricht auch der offensichtliche räumliche Bezug auf den Schultenhof, der als Haupthof des Bistums Osnabrück im Osnabrücker Nordland bereits 977 in einer Königsurkunde erwähnt wird. Er war der Sitz des Ministerialengeschlechts derer von Rüssel, die als Schulten und Gografen amtierten.
Es existieren im Osnabrücker Land und im nördlichen Westfalen zahlreiche Burgen, die im Volksmund „Wittekindsburg“ genannt wurden. Ein tatsächlicher Bezug zum Sachsenfürsten Widukind kann daraus aber nicht abgeleitet werden.

## Beschreibung
Auf der Burg sind 1887 Ausgrabungen durch Herrn von Stoltzenberg-Luttmersen und 1891 durch Carl Schuchhardt durchgeführt worden, die keine datierenden Funde ergaben.
Da die Anlage nach dem Zweiten Weltkrieg zum großen Teil zerstört worden ist, sind nur die Ergebnisse einer 1885 durchgeführten Vermessung bekannt. Demnach bestand die Wallburg aus einem rechteckigen Kernwerk mit abgerundeten Ecken von 70 × 115 m Größe, das Tore in der Nordost- und Südwestecke aufwies. Laut den Ergebnissen der Grabung von Schuchhardt besaß der 20 m breite und 3–4 m hohe Wall keine Holzeinbauten. Vorgelagert war ihm ein 7 m breiter Sohlgraben. Bei den allerdings nur kleinflächigen Grabungen konnte keine Innenbebauung festgestellt werden. Ein 200 m langes Vorwallsystem schützte die Burg im Westen und Südwesten zum dort ansteigenden Gelände hin. Im Nordosten übernahm die Vorfeldsicherung der sogenannte „Burenwall“ von 160 m Länge, 14 m Breite und 3,90 m Höhe, dem ein 7 m breiter Sohlgraben vorgelagert war. Außerdem existieren noch zwei parallele Wälle mit westlich vorgelagertem Graben im Nordwesten der Hauptburg. Diese Wälle sind die Reste einer Vorburg von laut Schuchhardt ca. 1,5 ha Fläche.
Heute sind nur noch die Vorwälle erhalten, das Kernwerk ist zerstört.

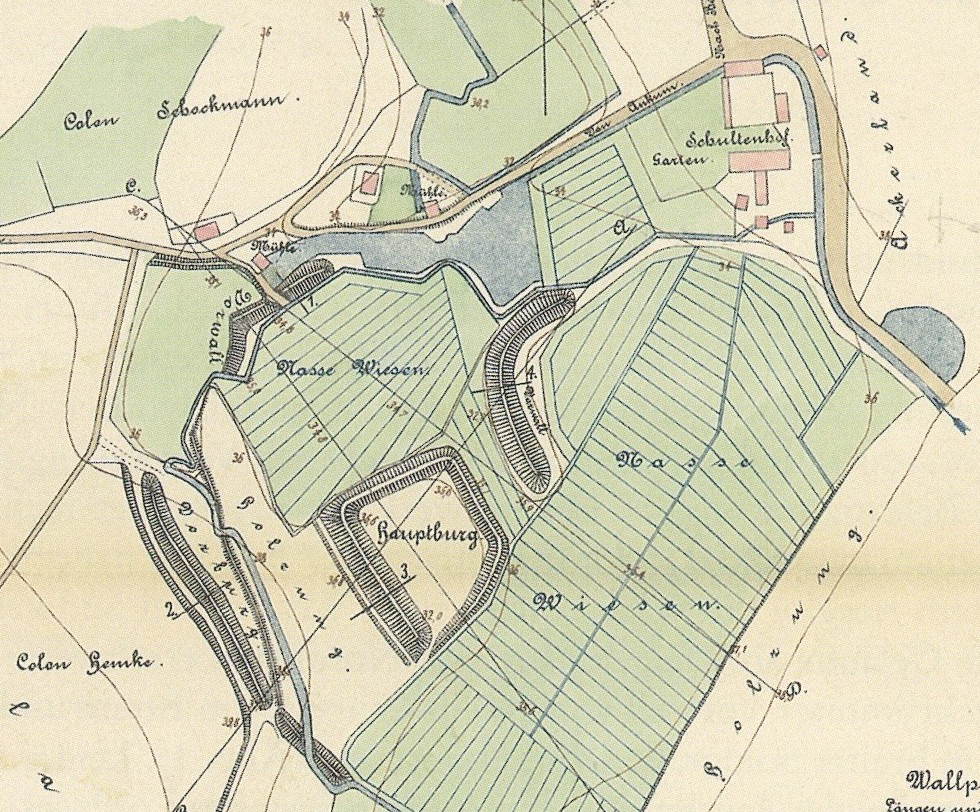
Plan der Wittekindsburg bei Rüssel am Ende des 19. Jahrhunderts